# Винкенс, Эльке
Э́льке Ви́нкенс, в замужестве Фи́шер (нем. Elke Winkens; род. 25 марта 1970, Линних, Германия) — немецко-австрийская актриса театра, кино и телевидения.

## Биография
Винкенс родилась 25 марта 1970 года в семье голландской танцовщицы и немецкого инженера, который был ответственным за развитие ткачества в развивающихся странах, в Германии и в мире. Она провела своё детство в Нидерландах, Бельгии, Германии и Африке. В возрасте шести лет она взяла уроки балета. К восьми годам она начала заниматься гимнастикой и занималась ей до 1986 года (она выиграла несколько титулов в вольных упражнениях). Винкенс также была участницей в Чемпионатах Германии (нем.) и Европы в «Танцах для карнавала». В 18 лет она переехала в Лондон, где жила благодаря стипендии от Лондонской студии центральной школы (англ. London Studio Center School). Затем она переехала в Вену и брала уроки пения, танцев и театрального искусства в музыкальной школе Венского театра.
С выступлением в кабаре-группе Die Hektiker она была приглашена на телевидение и получила свою первую роль в телевизионных журналах Zell-O-Fun и One. Её дебют состоялся в 1997 году: она снялась в фильме «Герои Тироля», где она играла девушку Эмму. Она быстро стала широко известной среди австрийской аудитории. Во всём мире Винкенс стала широко известна в 2002 году, снявшись в роли Ники Херцог в детективном сериале «Комиссар Рекс». Эльке Винкенс играла в «Комиссаре Рексе» и второстепенную роль: она исполняла роль Инес Шнайдер в серии «В последнюю секунду».
В 2003 году снялась для немецкого издания «Playboy».
В 2008 году Эльке Винкенс приняла участие в австрийском танцевальном шоу «Танцы со звёздами».
В период с 2020 по 2021 год Винкенс выступала одной из жюри в музыкальном песенном телешоу «Маска».

### Личная жизнь
С 2011 по 2014 года была замужем за Кристианом Фишером (нем. Christian Fischer), нефтяным предпринимателем.

## Фильмография

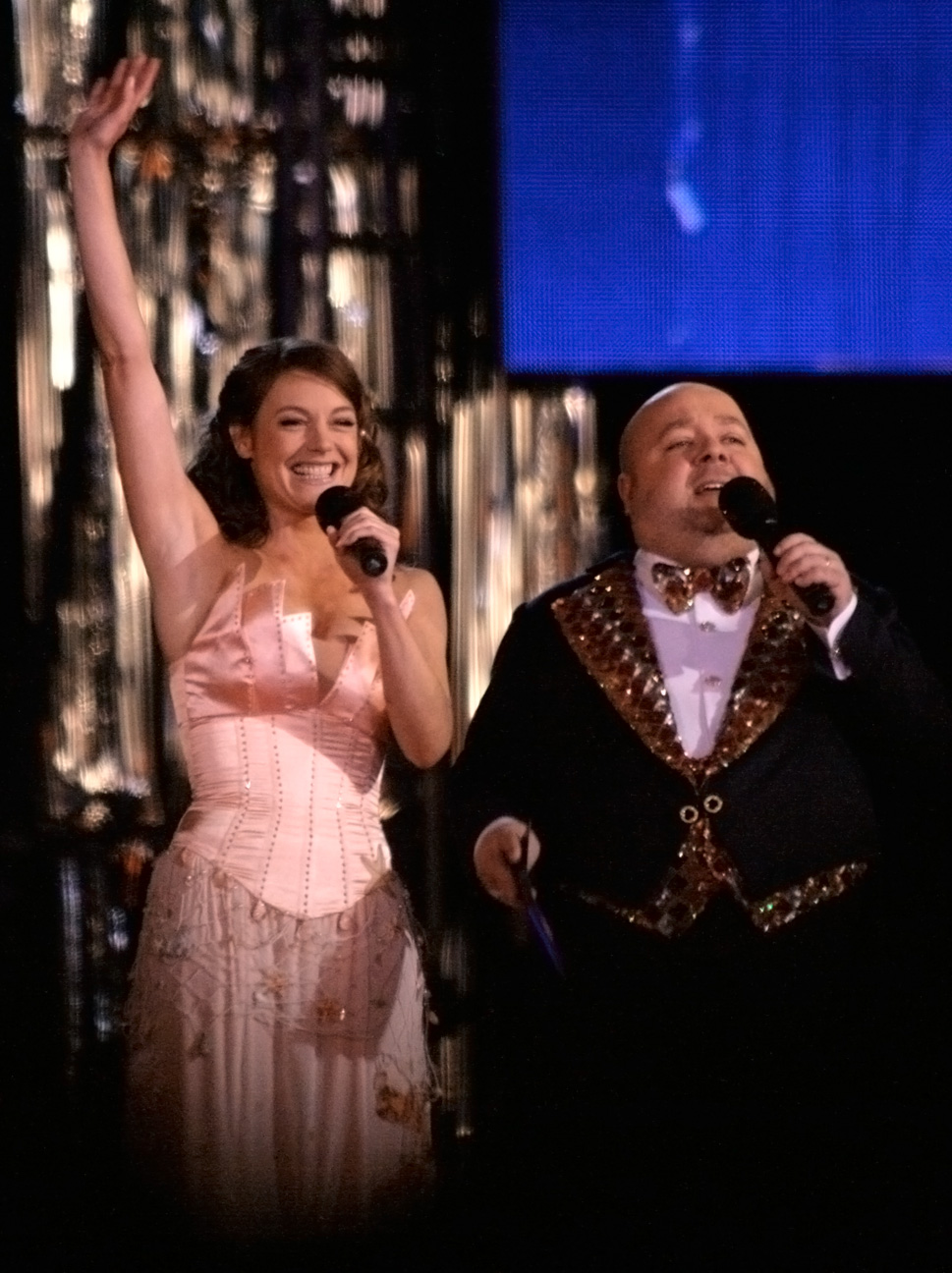
Эльке Винкенс и Дирк Бах на Life Ball в 2009 году. Ратуша, Вена

- 1995 — Willkommen Österreich (сериал, играет саму себя)
- 1996 — Священные неприятности с раем / Hochwürdens Ärger mit dem Paradies — Луиза Урбан (ТВ)
- 1996 — Zell-O-Fun (ТВ-журнал)
- 1997 — Бровь / Die Bräute (ТВ)
- 1997 — Герои Тироля / Helden in Tirol — Эмма
- 1997 — 1998 — Die kranken Schwestern — Линда/Линдетти (сериал)
- 1998 — One (ТВ-журнал)
- 1998 — Девушки под подозрением / Untersuchung an Mädeln — Эсмеральда Немец
- 1999 — Кто любит, у того вырастают крылья… / Wer liebt, dem wachsen Flügel… — молодая женщина в отеле
- 1999 — Scheidung auf Rädern — Петра (ТВ)
- 1999 — Hart im Nehmen — Клаудия Айгнер (ТВ)
- 1999 — Разыскивается / Wanted — старшая медсестра
- 2000 — Убей меня нежно: Убийство женщины в Франкфурте / Kill me softly — Frauenmord in Frankfurt (ТВ)
- 2000 — Die drei Biester — Николь Биссингер (ТВ)
- 2000 — Женщина, которая любила убийцу / Die Frau, die einen Mörder liebte (ТВ)
- 2000 — Вена / Vienna — Мария
- 2000 — 2001 — Dolce Vita & Co — Уте (сериал)
- 2001 — Ничто не проходит / Nichts wie weg — Клаудия Свобода (ТВ)
- 2001 — Fleming III — Wer schön sein will, muss sterben — Клаудия Хаген (ТВ)
- 2001 — Schloss Orth — Селия Мерк (сериал)
- 2001 — MA 2412 — регистратор (сериал)
- 2001 — 2004 — Комиссар Рекс / Kommissar Rex — Ники Херцог/Инес Шнайдер (сериал)
- 2002 — Seitenblicke (документальный сериал, играет саму себя)
- 2002 — Starmania (сериал, играет саму себя)
- 2002 — TV total (сериал, играет саму себя)
- 2004 — Отель «Мечта» / Das Traumhotel — Джанин (сериал)
- 2004 — Сумасшедшие гонки 2 / Crazy Race 2 — Warum die Mauer wirklich fiel — секретарша (ТВ)
- 2005 — Die Pathologin — Джоанна Кёниг (ТВ)
- 2005 — Die unlösbaren Fälle des Herrn Sand — Леони (ТВ)
- 2005 — Именем закона / Im Namen des Gesetzes — Елена Борзиг (сериал)
- 2006 — SOKO Köln — Ким Вольф
- 2006 — Пылающий континент / Afrika, mon amour — Шарлотта вон Бартольди
- 2007 — Nous nous sommes tant haïs — Элизабет Кинцлер (ТВ)
- 2007 — Сексуальная революция / Pornorama — Фрау Шрёдер
- 2008 — Роза Рот / Rosa Roth — Паула де Фрис (сериал)
- 2008 — Dancing Stars (сериал, играет саму себя)
- 2008 — Das perfekte Promi-Dinner (сериал)
- 2009 — Auf Wieder-Sehen Österreich (сериал)
- 2009 — Экстренный вызов: Окраина порта / Notruf Hafenkante — Мари Кеннер (сериал)
- 2010 — Дело ведёт Шнель / Schnell ermittelt — Ингрид Шиманек (сериал)
- 2010 — Еврей Зюсс / Jud Süss — Film ohne Gewissen — Миссис Вортман
- 2010 — Полицейский участок большого города / Großstadtrevier — Линда Бёттхер (сериал)
- 2010 — Schatten der Erinnerung — Магда Кархер (ТВ)
- 2010 — Kottan ermittelt: Rien ne va plus — регистратор Люси
- 2010 — Rottmann schlägt zurück — Корина Роттман (ТВ)
- 2010 — Твоя родословная / Adel Dich — фрайхерр Корона вон Рёнбург-Лих (ТВ)
- 2011 — Arschkalt — Лике ван дер Шток
- 2011 — Österreich wählt (сериал)
- 2011 — Wir sind Kaiser (сериал, играет саму себя)
- 2012 — Der Bergdoktor — Юлия Лайтнер (сериал)
- 2012 — Going Bananas: A Twisted Love Story — Дебби (короткометражное видео)
- 2013 — Medcrimes — Nebenwirkung Mord — Анита Даш (ТВ)
- 2013 — Der Lehrer — Анне Келлер (сериал)

### Работа в театре
- 1993 — Kultur ist Super (Театр Акцент, Венский и Австрийский тур)
- 1994 — Эвита / Evita (Театр под открытым небом, Швебиш-Халль)
- 1996 — Blondel (Летний фестиваль Амштеттен)
- 1996 — Die kranken Schwestern (Венский метрополь)
- 1998 — Des Teufels General (Театр в Йозефштадте)
- 2005/2006 — Ein seltsames Paar (Камерный театр, Вена)
- 2006/2007 — Das Interview (Городской театр вальфишгассе, Вена)
- 2007 — Honigmond (Камерный театр, Вена)
- 2008 — Wonderful World (Камерный театр, Вена)
- 2009 — Akte — im Schweigen vermählt (Городской театр вальфишгассе)
- 2012 — Ein ungleiches Paar (Городской театр Берндорфа, Берндорф)